# Prostebbingia spinicauda
Prostebbingia spinicauda is een vlokreeftensoort uit de familie van de Pontogeneiidae. De wetenschappelijke naam van de soort is voor het eerst geldig gepubliceerd in 1991 door Ren & Huang.